# Gol-Transportes-Aéreos-Flug 1907
Auf dem Gol-Transportes-Aéreos-Flug 1907 (GOL 1907) wurde eine Boeing 737-800EH auf einem planmäßigen Flug innerhalb Brasiliens von Manaus nach Rio de Janeiro mit einer geplanten Zwischenlandung in Brasília am 29. September 2006 eingesetzt. Als die Maschine über dem Amazonasbecken im Bundesstaat Mato Grosso mit einem Geschäftsreiseflugzeug vom Typ Embraer Legacy 600 in der Luft kollidierte, stürzte sie in ein Gebiet mit dichtem Regenwald, etwa 200 Kilometer östlich von Peixoto de Azevedo. Alle 154 Passagiere und Besatzungsmitglieder wurden getötet. Die Embraer wurde bei dem Zusammenstoß nur leicht beschädigt und konnte auf einem Militärstützpunkt landen, die sieben Insassen blieben unverletzt. Bei dem Absturz handelte es sich bis zur Bruchlandung eines Airbus A320 auf dem TAM-Linhas-Aéreas-Flug 3054 am 17. Juli 2007 um den folgenschwersten Unfall in der Geschichte der brasilianischen Luftfahrt. Zuvor hatte es beim Unfall einer Boeing 727 auf dem VASP-Flug 168 in der Nähe von Fortaleza am 8. Juni 1982 mit 137 Toten die meisten Opfer gegeben. Zudem handelte es sich bei dem Zwischenfall um den ersten tödlichen Unfall sowie den ersten Totalverlust einer Boeing 737-800.

## Fluggeräte und Besatzungen

### Die Boeing 737 des GOL-Fluges
Die Boeing 737-800 in einer neuen Variante für kurze Landebahnen war von Boeing an Gol Transportes Aéreos erst am 12. September 2006 ausgeliefert worden und hatte vor dem Unglücksflug nur 234 Flugstunden abgeleistet.
An Bord der Maschine waren 148 Passagiere (144 Brasilianer und je ein Passagier aus Frankreich, Deutschland, Portugal und den Vereinigten Staaten). Die Crew bestand aus Flugkapitän Decio Chaves Jr., 44 Jahre alt, dem ersten Offizier Thiago Jordão Cruso, 29 Jahre alt, sowie vier Flugbegleitern. Der Kapitän verfügte über eine Flugerfahrung von etwa 14.900 Flugstunden und war auch bereits Fluglehrer für die Fluggesellschaft GOL. Der Copilot hatte 3.850 Flugstunden absolviert.
Dieser Flugunfall war der erste mit einem vollständigen Verlust einer Boeing 737-800 (und auch der Boeing 737 „Next Generation“ im Allgemeinen) als auch der erste dieser Version der Boeing 737, der den Tod von Passagieren oder Besatzungsmitgliedern zur Folge hatte.

### Die Embraer Legacy
Bei der Embraer EMB-135BJ Legacy 600 handelte es sich um einen Business-Jet mit dem Kennzeichen „N600XL“. Er gehörte der ExcelAire Service Inc., einer Firma aus Ronkonkoma (Suffolk County, New York). Die Maschine war auf ihrem Überführungsflug in die Vereinigten Staaten mit einer geplanten Zwischenlandung in Manaus. Die Maschine war vom Regionalflughafen São José dos Campos (IATA-Code: „SJK“) in der Nähe von São Paulo gestartet und auf dem Weg nach Manaus, als sie in der Luft mit dem GOL-Flug 1907 zusammenstieß. Die Crew bestand aus den US-Staatsangehörigen Joseph Lepore, Flugkapitän und 42 Jahre alt, sowie dem Ersten Offizier Jan Paul Paladino, 34 Jahre alt. Der italienischstämmige Lepore war seit mehr als 20 Jahren Pilot und hatte über 8.000 Flugstunden absolviert. Paladino hatte mehr als 6.400 Flugstunden in einem Jahrzehnt gesammelt. Beide Piloten waren ausreichend qualifiziert, um die Embraer Legacy als Piloten zu fliegen.
Unter den fünf Passagieren waren zwei Embraer-Angestellte, zwei ExcelAire-Direktoren und Joe Sharkey, ein Kolumnist und Journalist der US-amerikanischen Tageszeitung The New York Times, der für einen Artikel für ein Magazin recherchierte, das auf Unternehmensflugzeuge spezialisiert ist. Sharkey berichtete in der New York Times, dass „der Legacy-Jet sich nach der ereigneten Kollision stabilisierte, bis er auf der Brigadeiro-Velloso-Basis der brasilianischen Luftwaffe im Amazonas-Staat Pará landete“. Alle Insassen des Embraer-Jets überlebten unverletzt.

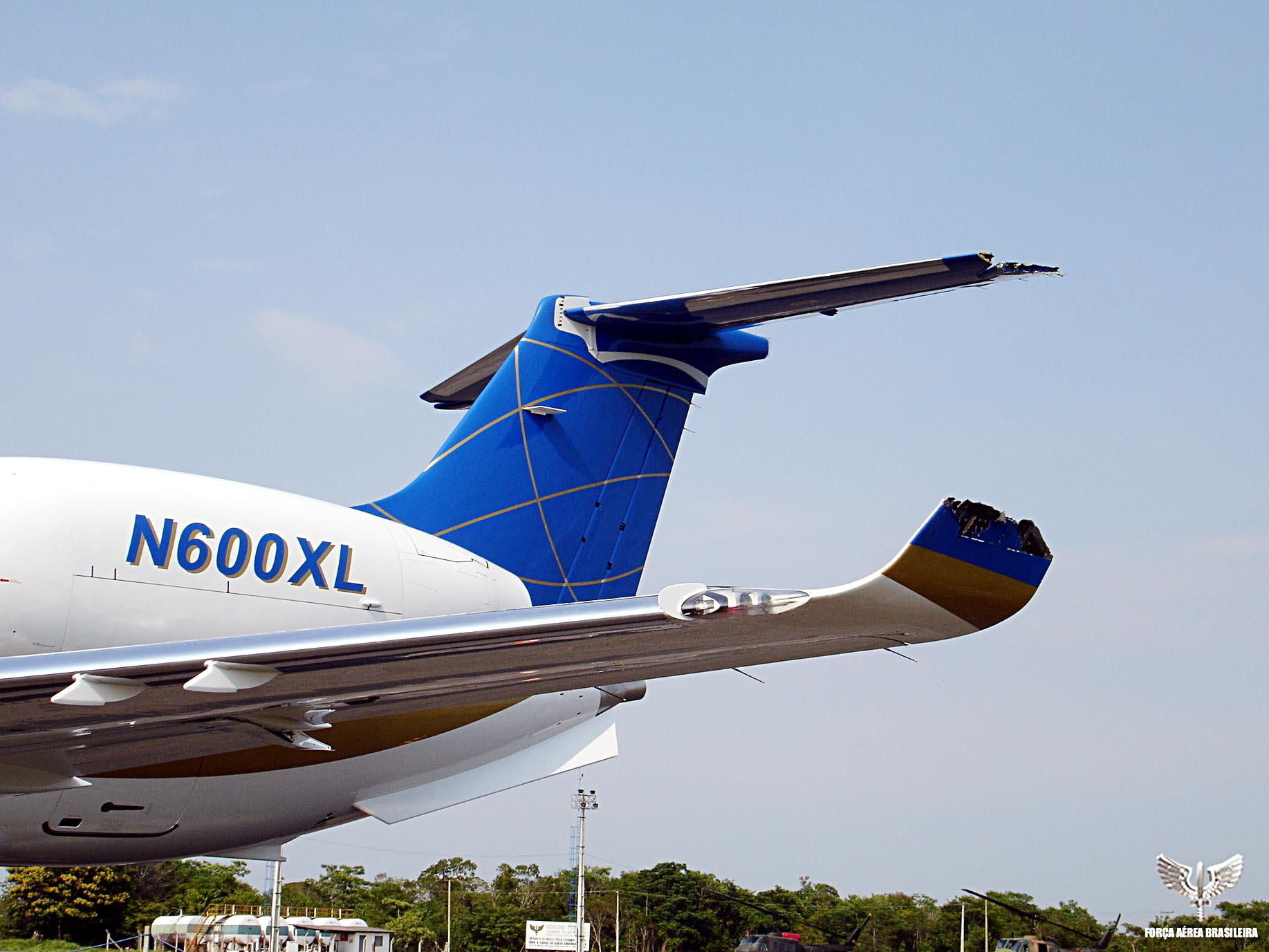
Die beschädigte linke Seite der Embraer …

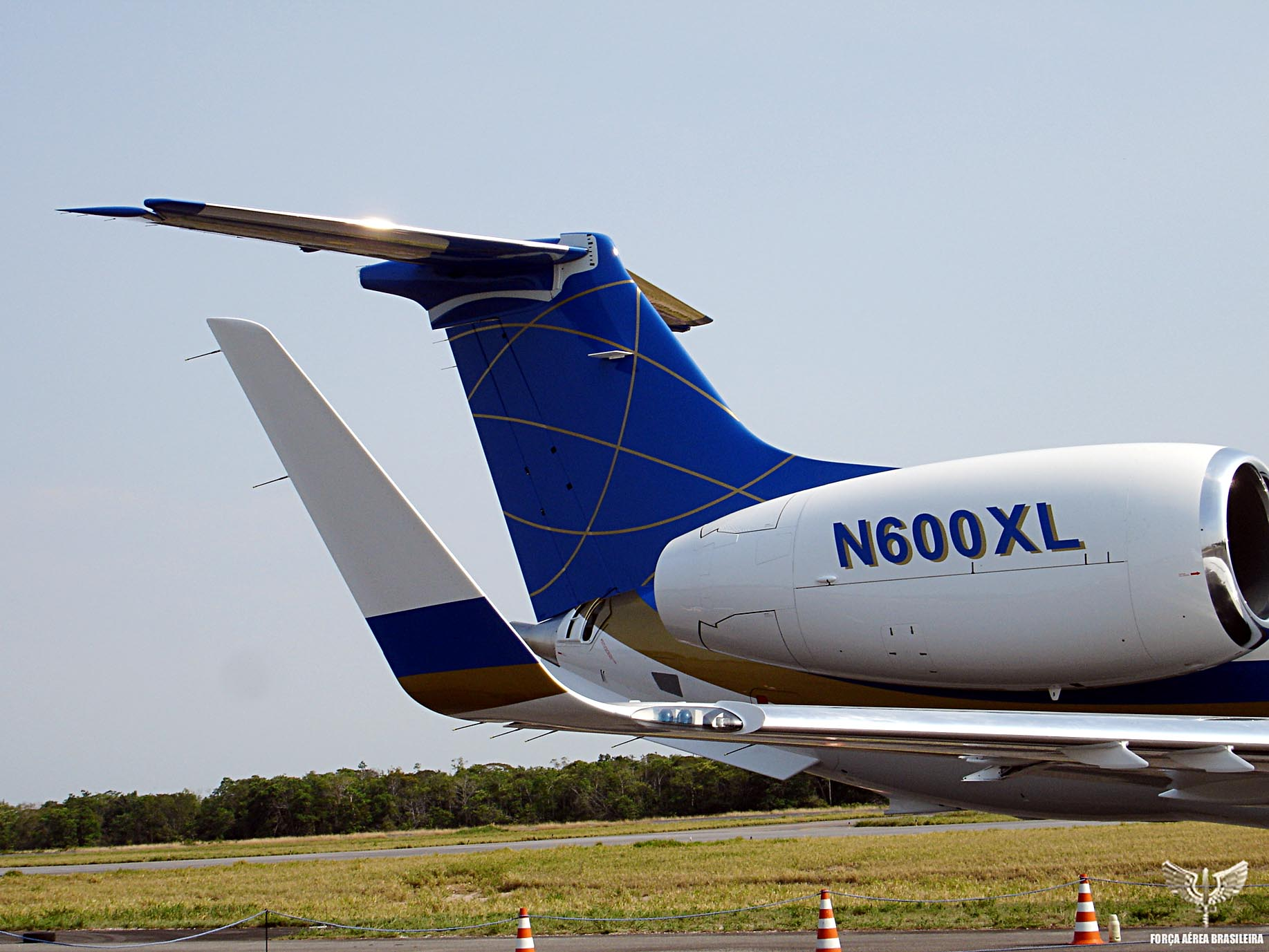
… und die unbeschädigte rechte Seite.

Vertreter der brasilianischen Luftwaffe und der brasilianischen Luftfahrtbehörde ANAC auf dem Stützpunkt befragten die Embraer-Besatzung und die Passagiere, außerdem bauten sie die beiden Flugschreiber an Bord aus und schickten sie zur Auswertung nach São José dos Campos.
Sharkey berichtete, dass die Crew sowie die Passagiere von der ANAC und der Polizei für 36 Stunden festgenommen waren und intensiv befragt wurden, nach der „Notlandung auf einer früher streng geheimen Luftwaffenbasis tief im Dschungel des Amazonas“.
Am 2. Oktober waren der Kapitän und der Erste Offizier der Embraer vom Justiztribunal in Mato Grosso aufgefordert worden, ihre Pässe abzugeben, bis die weiteren Ermittlungen abgeschlossen waren. Dieses Vorgehen wurde von dem Staatsanwalt für Peixoto de Azevedo beantragt und der Richter Tiago Sousa Nogueira e Abreu gab dem Antrag statt, weil ein Pilotenfehler auf Seiten der Embraer nicht ausgeschlossen werden könne. Im Oktober 2016 veröffentlichte der britische Guardian den Bericht eines Mitarbeiters von Embraer über den Zwischenfall.

## Zusammenstoß

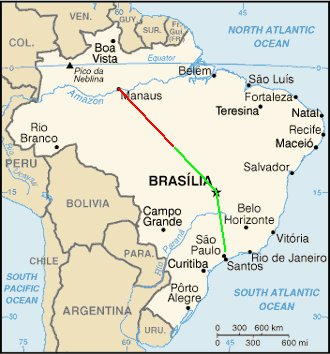
Angenommene Flugrouten der beiden zusammengestoßenen Flugzeuge: Boeing rot, Embraer grün

Die ersten Berichte gingen davon aus, dass die Gol-Boeing und der Embraer-Business-Jet bei der Stadt Matupá in der Luft zusammenstießen. Die ersten Behördenaussagen gaben an, dass nicht feststehe, dass die Notlandung im Zusammenhang mit dem Absturz stehe, aber die Informationen, welche die Piloten des Embraer-Jets der Luftwaffe gaben, machten den Zusammenstoß zum wahrscheinlichsten Grund des Absturzes. Es gab sogleich Berichte, nach denen die Luftverkehrskontrolle den Kontakt (sowohl Funk als auch sekundäres Radar) mit der Embraer kurz vor dem Zusammenstoß verloren hat.
Berichten zufolge machte die Crew der Embraer eine Aussage, nach welcher der Flug durch die Flugsicherung in Brasília für die Flugfläche 370 (etwa eine Reisehöhe von 11 km) freigegeben wurde und dass diese Höhe auch die zum Zeitpunkt der Kollision zugewiesene Flughöhe war. Es wurde auch durch die Crew angegeben, dass sie den Kontakt mit Brasília vor dem Zusammenstoß verloren hatte und dass das Kollisionskurs-Warnsystem nicht vor dem entgegenkommenden Flugzeug gewarnt habe.
Der an Bord anwesende Journalist Joe Sharkey hat die offensichtliche Flughöhe von 37.000 Fuß ebenfalls bestätigt. In seinem Artikel für die New York Times mit dem Titel Colliding With Death at 37,000 Feet, and Living, vom 1. Oktober 2006 berichtet Sharkey:

„Und es war ein schöner Flug gewesen. Minuten, bevor wir getroffen wurden, war ich zum Cockpit gegangen, um mit den Piloten zu schwatzen, die sagten, dass das Flugzeug schön fliege. Ich sah die Anzeige, die unsere Höhe anzeigte: 37.000 Fuß. Ich kehrte zu meinen Sitz zurück. Minuten später kam der Schlag (er schnitt auch einen Teil des Flugzeughecks ab, wie wir später feststellten).“

Der letzte Kontakt mit dem GOL-Flug wurde um 16:50 Uhr Ortszeit (19:50 Uhr UTC) in der Nähe der abgelegenen Stadt São Félix do Araguaia im Bundesstaat Pará aufgezeichnet.

## Bergungsaktion

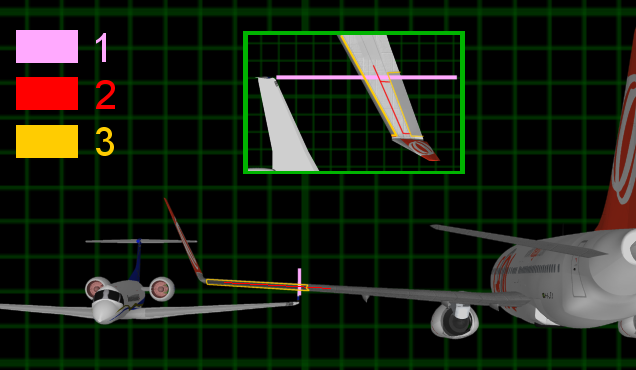
Übersicht über die Berührungsstellen der beiden Maschinen

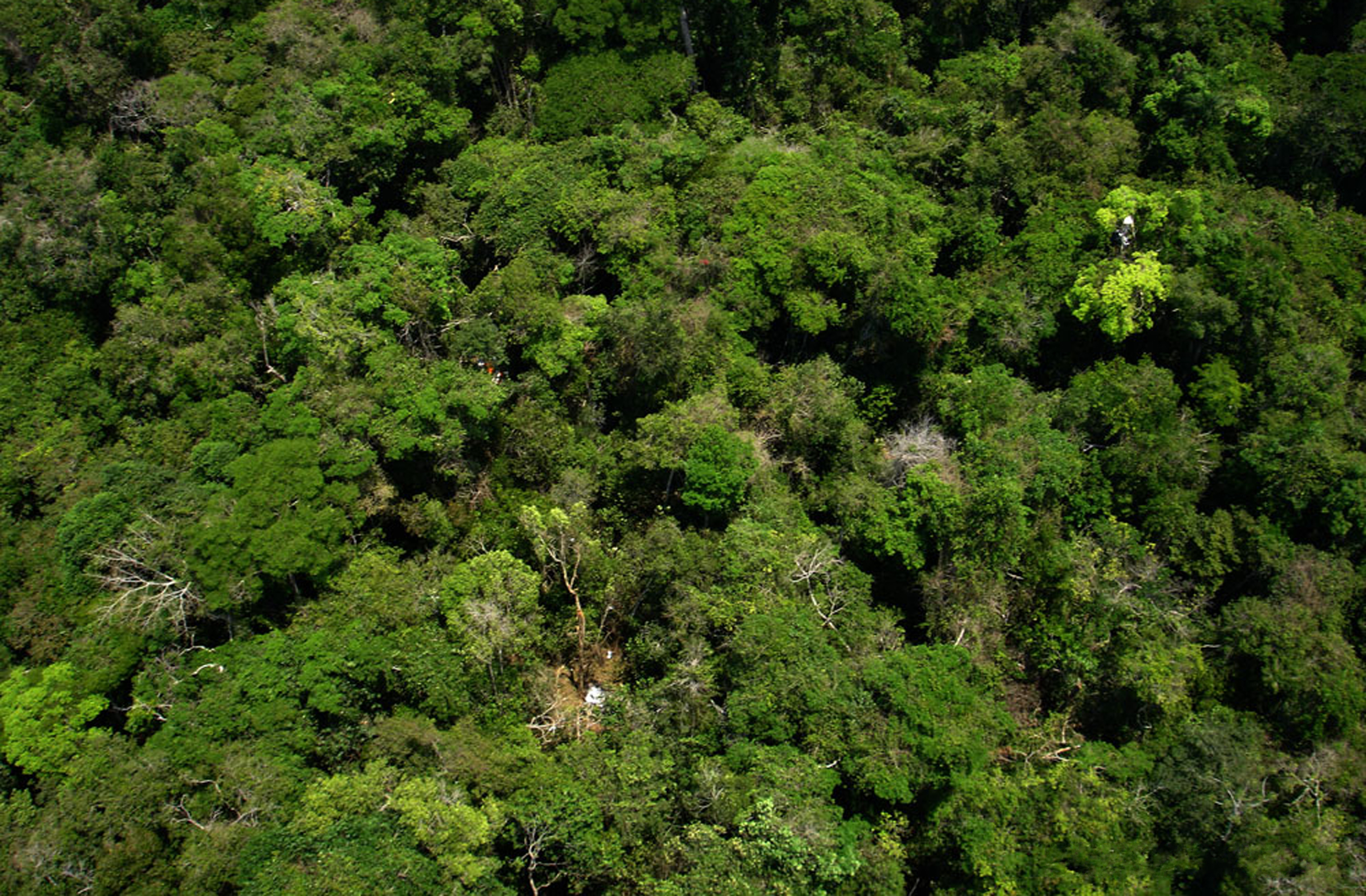
Luftbild der Absturzstelle

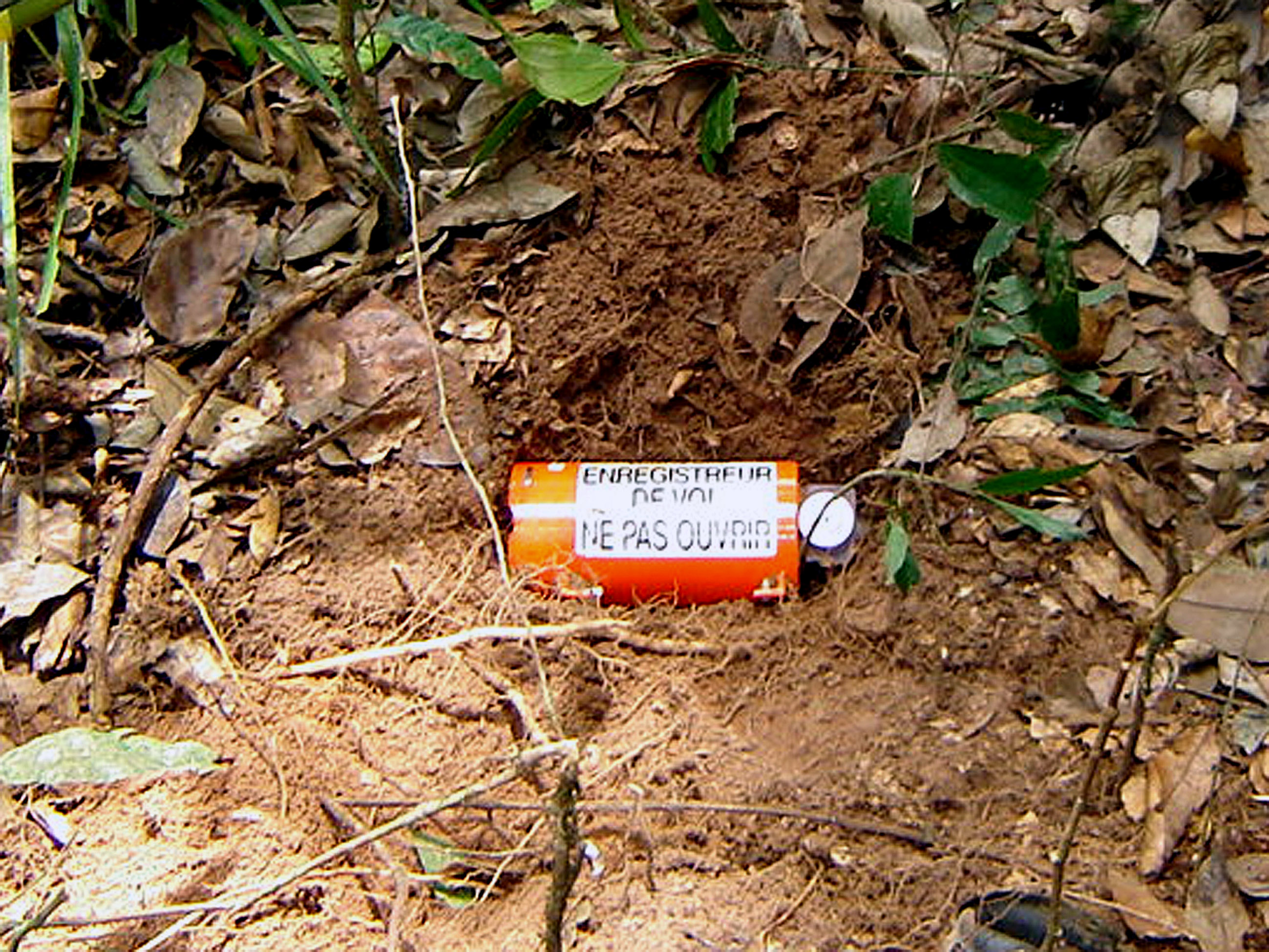
Der Stimmenrekorder

Die brasilianische Luftwaffe entsandte fünf Flugzeuge und drei Hubschrauber in die Region, einer davon mit einem Detektor für magnetische Anomalien ausgestattet, um eine Such- und Rettungsaktion durchzuführen. Etwa 200 Personen waren in die Operation eingebunden, darunter auch eine Gruppe von Kayapoindianern, die mit dem Regenwald in der Region vertraut waren. Die Absturzstelle von Gol-Flug 1907 wurde am 30. September, einen Tag nach dem Unglück, durch die brasilianische Luftwaffe ausgemacht. Sie liegt bei 10° 29′ 0″ S, 53° 15′ 0″ W, etwa 200 km östlich von Peixoto de Azevedo, unweit der Farm Jarinã. Den Berichten zufolge hatten die Rettungsmannschaften aufgrund der Dichte des Regenwaldes Schwierigkeiten, die Stelle zu erreichen. Durch Infraero war zunächst von fünf möglichen Überlebenden ausgegangen worden, aber später gab die Luftwaffe bekannt, dass Einheiten des Rettungspersonals, das sich zu dem Wrack abgeseilt hatte, keine Überlebenden fanden. Der brasilianische Präsident Luiz Inácio Lula da Silva hatte wegen des Unglücks drei Tage Staatstrauer angeordnet.
Beide Flugschreiber (bestehend aus Flugdatenrekorder und Cockpit-Stimmenrekorder) der Boeing 737 wurden am 2. Oktober 2006 gefunden und an die Ermittlungsbehörden zur Auswertung übergeben. Die Geräte waren schwer beschädigt.
Bis zum 2. Oktober wurden etwa 100 Leichen aus dem Wrack geborgen. Die Körper wurden in der Nähe des Flugzeughecks gefunden, etwa einen Kilometer von der Hauptabsturzstelle entfernt. Die Leichen wurden zunächst zu einer provisorischen Basis auf der Jarinã-Farm gebracht, von wo die Luftwaffe sie nach Brasília zur Untersuchung und Identifizierung flog.

## Beginn der Untersuchung

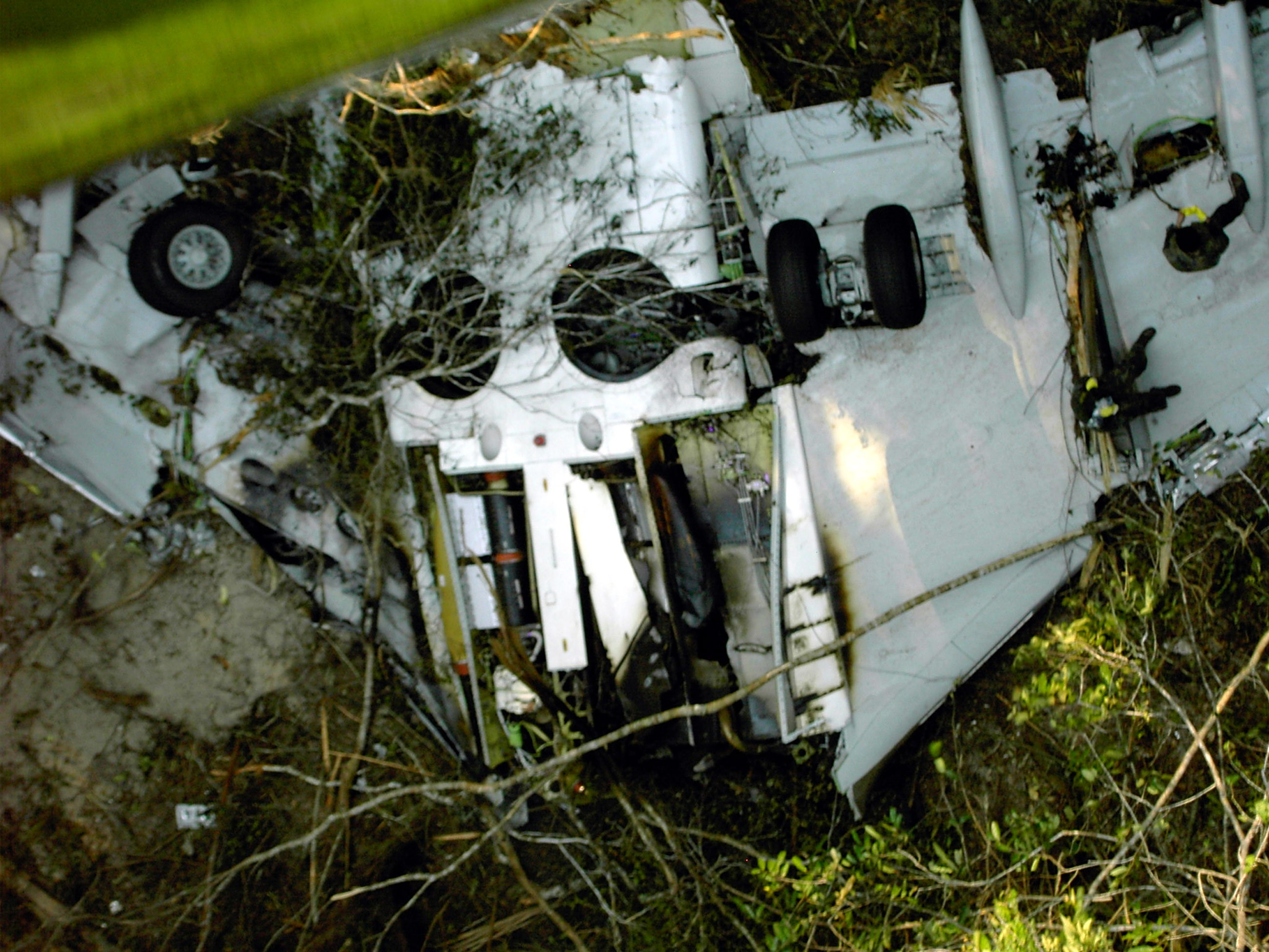
Trümmerteile des GOL-Flugzeuges

Am 9. Oktober 2006 wurde durch die Medien eine Kopie des ursprünglichen Flugplans der Embraer veröffentlicht. Demzufolge sollte die Maschine bis Brasília auf der Flugfläche 370 (FL370 – also in einer Höhe von 37.000 Fuß) fliegen und dabei der Luftstraße UW2 folgen. Bei Brasília war ein Sinken auf FL360 geplant und das Flugzeug sollte an Brasília vorbei in nordwestlicher Richtung der Luftstraße UZ6 bis zum Fixpunkt 'Teres', einer Luftverkehrsnavigationsmarke 513 km nordwestlich von Brasília mit den Koordinaten 12° 28,5' S, 51° 22,1' W folgen; dort war ein Steigflug auf Flugfläche 380 geplant. Dem eingereichten Flugplan zufolge sollte die Embraer auf FL380 sein, als sie die Stelle der Kollision passierte, etwa 307 km nordwestlich von Teres.
Die Crew der Legacy sagte aus, dass ihr Flug durch die Luftverkehrskontrolle für die komplette Reise bis nach Manaus für die Flughöhe 37.000 Fuß freigegeben war. Diese Aussage wurde am 3. November bestätigt, als Transkripte des Luftsicherungs-Sprechfunks der Presse bekannt wurden. Aus diesen Aufzeichnungen soll hervorgehen, dass die IFR-Freigabe vor dem Start lautete: “N600XL, Clear, 370, Manaus”, das heißt, die Legacy sollte auf die Flugfläche 370 steigen und diese auf dem kompletten Abschnitt bis Manaus halten. Damit wurde der ursprüngliche Flugplan außer Kraft gesetzt.
Das bekanntgewordene Transkript enthält noch eine weitere offensichtliche Möglichkeit für die Luftverkehrskontrolle, die Höhe der Legacy zu überprüfen, da bei dem Vorbeiflug an Brasília die Maschine an einen anderen Fluglotsen übergeben wurde. Dabei haben sich die Piloten der Legacy beim ersten Kontakt mit den Worten “N600XL at 370, good afternoon” gemeldet. Der Fluglotse antwortete mit der Aufforderung an die Legacy, am Transponder die Identifizierungsfunktion zu aktivieren und der Fluglotse hat darauf folgend den Radarkontakt bestätigt, ohne die Flugfläche 370 zu erwähnen.
Ein vorläufiger Tatsachenbericht wurde am 16. November 2006 durch das Brasilianische Zentrum für die Untersuchung und Verhinderung von Luftfahrtunfällen (Centro de Investigação e Prevenção de Acidentes Aeronáuticos, CENIPA) veröffentlicht. Dieser vorläufige Bericht konzentriert sich auf die bisher bekannten Fakten: Der ursprüngliche Flugplan hatte die Flugfläche 370 bis Brasília, Flugfläche 360 bis Teres und Flugfläche 380 nach Manaus beansprucht; die Gol 1907 hatte auf dem Flug nach Brasília die Flugfläche 370 angemeldet; der Zusammenstoß erfolgte in einer Höhe von 37.000 Fuß um 16:56:54 Uhr Ortszeit, und es wurde bestätigt, dass weder die TCAS-Systeme der Flugzeuge aktiviert waren noch alarmiert haben, und dass keine der Besatzungen visuellen Kontakt mit dem entgegenkommenden Flugzeug vor dem Zusammenstoß hatte.
Bei diesem vorläufigen Bericht waren weder die Transkripte der Flugsicherungsbehörden noch des Cockpit Voice Recorders (CVR) berücksichtigt. Das Gleiche gilt für die Transkripte der gegebenen Flugfreigaben und deren Rückbestätigung durch die Piloten sowie eventuelle weitere nachfolgende Freigaben auf der Strecke.
Der Direktor von CENIPA sagte auf der Pressekonferenz, dass „in diesem Moment alle Schlüsse voreilig sein werden“ und es noch nicht möglich sei zu sagen, was den Unfall konkret verursacht habe.

## Die Erkenntnisse der Unfalluntersuchung
Die brasilianische Untersuchungsbehörde CENIPA veröffentlichte am 8. Dezember 2008 den abschließenden Unfallbericht. Außerdem wurde eine offizielle englische Übersetzung auf der Webseite des US-amerikanischen National Transportation Safety Board veröffentlicht.
Bei der Rekonstruktion spielten die Flugdatenschreiber, die Stimmenrecorder und die Aufzeichnungen der Flugsicherung eine zentrale Rolle. Die amerikanischen Piloten gaben bereitwillig und konsistent Auskunft, mit einer Ausnahme, nämlich wie es zum Ausfall des Transponders kam. In diesem Punkt waren ihre Aussagen widersprüchlich und widersprachen auch den aufgezeichneten Daten. Die brasilianischen Fluglotsen verweigerten auf Anraten ihrer Anwälte jede mündliche Auskunft, weil bereits ein Strafverfahren eingeleitet worden war. Dadurch konnten einige Fragen nicht beantwortet werden, die die Abläufe bei der Flugsicherung betrafen.
Der Unfallbericht nennt eine ganze Reihe von Fehlern vor allem der Fluglotsen, aber auch der Besatzung der N600XL, die erst in ihrer Gesamtheit zum Unfall führten. Die einzigen, die keinen Fehler gemacht hatten, war die Besatzung der später abgestürzten brasilianischen Boeing 737 PR-GTD. Die News-Webseite der Fachzeitschrift Flight International ordnete ein, dass am Beginn aller Vorgänge der Verlust einer effektiven Flugverkehrskontrolle gestanden habe („Loss of 'effective air traffic control' at root of 2006 Legacy 600, Gol 737 collision“). Der Unfallbericht enthält eine lange Liste von Empfehlungen betreffend die Organisation der Flugsicherung, der Schulung der Piloten, der Verfahren bei Transponder- und Funkausfall und der Ausgestaltung der Cockpitinstrumente.

### Ablauf der Ereignisse
Am 25. September 2006 reisten die Piloten in die Dreiviertelmillion-Einwohner Stadt São José dos Campos (Flughafen-Code SBSJ), etwa 80 km östlich der südostbrasilianischen Metropole São Paulo, wo der Flugzeughersteller Embraer seinen Hauptsitz hat, um für ihren Arbeitgeber, das US-amerikanische Flugunternehmen ExcelAire Services, Inc., die Embraer Legacy 600 mit dem Kennzeichen N600XL entgegenzunehmen und nach Fort Lauderdale (KFLL) in Florida zu fliegen. Der Flug war ursprünglich für den 30. September geplant, wurde dann aber kurzfristig auf den 29. September vorverlegt. Das erste Teilstück sollte nach Manaus (SBEG) am Amazonas führen, wo ein Tankstopp geplant war.
Für beide Piloten war es der erste Flug auf diesem Flugzeugtyp und sie waren auch mit der eingebauten Avionik nicht vertraut. Ihre Typeneinweisung hatte in den USA im Simulator stattgefunden. In der Zeit zwischen Ankunft der Piloten im Embraer-Werk und dem Überflug in die USA fanden mit einem Werkspiloten drei Abnahmeflüge statt, die aber keine Ausbildung enthielten. Keiner der Piloten war zuvor in Brasilien geflogen und sie waren auch noch nie zusammen geflogen. Gleichwohl betrachteten beide Piloten diesen Flug als einen Routineflug.
Am Tag des Flugs fand vormittags noch die Übergabezeremonie für das Flugzeug mit einem Essen statt. Da Manaus inmitten des Urwalds liegt, wollten die Piloten den Flug unbedingt bei Tageslicht durchführen. Deshalb standen sie unter Zeitdruck und führten die Flugvorbereitung nur unvollständig durch, ein Briefing fand überhaupt nicht statt.
Der eingereichte Flugplan sah bis Brasília (BRS VOR) eine Flughöhe von FL370 vor, nach Brasília sollte der Flug auf FL360 fortgeführt werden. Die Flugflächen von Brasília nach Manaus sind grundsätzlich gerade (FL340, 360, 380 …) und umgekehrt ungerade. Der Flugplan wurde so bewilligt, ins System der Flugsicherung eingespeist und erschien in der Folge auch so auf den Bildschirmen der Lotsen. Den Piloten wurde jedoch vor dem Start nicht die gesamte Streckenfreigabe übermittelt, sondern nur der erste Teil bis Brasília, mithin also nur FL370 erwähnt. Entgegen der Vorschrift nannte der Lotse dabei keine ausdrückliche Freigabegrenze. Dies führte dazu, dass die Piloten der falschen Meinung waren, dass sie die gesamte Streckenfreigabe erhalten hätten und während des ganzen Fluges auf FL370 bleiben sollten.
Um 14:51 Uhr Lokalzeit startete das Flugzeug in São José dos Campos und stieg auf seine Reiseflughöhe von FL370. Sobald die Reiseflughöhe erreicht war, begannen die Piloten sich mit der Zwischenlandung in Manaus zu beschäftigen. Dabei nahmen sie zum ersten Mal ein NOTAM zur Kenntnis, wonach in Manaus wegen Bauarbeiten nur eine verkürzte Piste zur Verfügung stand. Dieses Notam hatten sie vor dem Flug erhalten, aber wegen des Zeitdrucks noch nicht gelesen. Die gemäß dem Notam noch zur Verfügung stehende Piste war für das Flugzeug sehr kurz, deshalb nahmen sie den Laptop hervor und rechneten mit Hilfe eines speziellen Programms verschiedene Szenarien durch. Diese Tätigkeit, die eigentlich zur Flugvorbereitung am Boden gehört, dauerte bis kurz vor dem Zusammenstoß und absorbierte einen großen Teil ihrer Aufmerksamkeit. Das trug nach Auffassung der Untersuchungskommission wesentlich dazu bei, dass sie später weder den Transponderausfall bemerkten noch die lückenhaften Übermittlungen der Lotsen hinterfragten. Darüber hinaus behinderte der aufgeklappte Laptop auch die Sicht auf die Fluginstrumente.
Noch vor Brasília wurde die N600XL von einem Fluglotsen an den nächsten übergeben. Diese Übergabe fand deutlich früher statt, als es die Sektoreneinteilung der Flugsicherung vorsah, war aber an sich so zulässig. Allerdings trug sie dazu bei, dass der neue Lotse vergaß, von den Piloten nach dem Überflug von BRS VOR den Höhenwechsel auf FL360 zu verlangen. Die Tatsache, dass BRS VOR außerhalb seines zugeteilten Sektors lag, dürfte dabei vermutlich eine Rolle gespielt haben. Die Piloten ihrerseits hatten gar keine Höhenänderung erwartet, da sie ja der Meinung waren, sie wären für die gesamte Strecke auf FL370 freigegeben.
Ziemlich genau zu diesem Zeitpunkt fiel der Transponder der N600XL aus. Der Grund für diesen Ausfall war nicht mehr eindeutig zu rekonstruieren, jedoch spricht alles dafür, dass der Verantwortliche Pilot (PIC/Pilot in Command) ihn versehentlich ausschaltete, als er an der kombinierten Bedieneinheit, mit der er nicht vertraut war, den Treibstoffverbrauch und die Funkfrequenzen kontrollierte. Ein Transponderausfall wird zwar im Cockpit angezeigt, jedoch nur wenig prominent: es blinkt nichts und es erfolgt auch keine akustische Warnung. Die Piloten bemerkten den Transponderausfall nicht. Dazu beigetragen hat nebst der Unvertrautheit mit dem Cockpit auch die Beschäftigung mit den Berechnungen für die Zwischenlandung in Manaus. Auch die lockere Stimmung im Cockpit dürfte eine Rolle gespielt haben.
Der Transponderausfall hatte zur Folge, dass die N600XL auf dem Bildschirm des Lotsen nur noch als Primärziel ohne Flughöhe angezeigt wurde. Obwohl der Fluglotse die Maschine auf FL370 übernommen und nie eine Höhenänderung verlangt hatte, war er nun der festen Meinung, das Flugzeug fliege wie im Flugplan vorgesehen auf FL360. Entgegen der Vorschrift ergriff der Fluglotse nach dem Transponderausfall, der auf seinem Radar wenig prominent angezeigt wird und von dem er daher wohl auch keine Kenntnis hatte, keine weiteren Maßnahmen und informierte auch die Piloten nicht über den Ausfall.
Eine weitere Folge des Transponderausfalls war, dass die Zusammenstoßwarnung (TCAS) nicht mehr funktionierte. Da sich die Piloten des Transponderausfalls nicht bewusst waren, glaubten sie weiterhin, mit funktionierendem TCAS zu fliegen.
Kurz nach dem Transponderausfall fand bei den Lotsen ein Schichtwechsel statt. Der ablösende Lotse wurde informiert, die N600XL fliege auf FL360. Dieser hinterfragte die Information nicht und ergriff ebenfalls keine Maßnahmen bezüglich des Transponderausfalls.
Das Flugzeug näherte sich nun einer Gegend, die von der zugeteilten Funkfrequenz von 125,05 MHz nicht mehr abgedeckt wurde. Deshalb verlangte der Lotse einen Frequenzwechsel auf 135,90 MHz. Diese Übermittlung erreichte die Piloten aber bereits nur noch unvollständig, so dass sie nun für den Lotsen unerreichbar waren.
Zwischenzeitlich hatten die Piloten ihre Berechnungen beendet und den Laptop wieder verstaut.
Um 16:39:50 Uhr Lokalzeit verließ der PIC das Cockpit und ging auf die Toilette. Der Copilot versuchte nun auf mehreren Frequenzen erfolglos, den Fluglotsen zu erreichen. Da er allein im Cockpit war, wurde er dadurch stark abgelenkt, was dazu beigetragen haben dürfte, dass er die Transponderwarnung immer noch nicht bemerkte, obwohl diese auf der gleichen Bedieneinheit dargestellt wurde, mit der auch die Funkfrequenzen eingestellt werden. Die Kontaktversuche blieben unter anderem auch deshalb erfolglos, weil einerseits auf der Jeppesen-Karte teilweise falsche Frequenzen standen, andererseits aber auch die Flugsicherung nicht alle publizierten Frequenzen aufgeschaltet hatte. Insbesondere wurde vorschriftswidrig die internationale Notfrequenz 121,50 MHz nicht abgehört, welche der Copilot ebenfalls versuchte.
Um 16:53:30 Uhr übergab der Lotse die N600XL an den nächsten Sektor und informierte den neuen Lotsen über die vermeintliche Flughöhe FL360, während das Flugzeug tatsächlich immer noch auf FL370 flog.
Um 16:53:39 Uhr strahlte der neue Lotse eine Blindmeldung aus, in der er N600XL aufforderte, auf die Frequenz 123,32 oder 126,45 MHz zu wechseln. Dieser Funkspruch wurde vom Copiloten empfangen, jedoch nicht vollständig verstanden. Der Copilot versuchte nachzufragen, konnte allerdings keinen Kontakt zum Lotsen mehr herstellen. Erschwert wurden die Kontaktversuche zusätzlich dadurch, dass der Lotse noch mit anderen Flugzeugen in Kontakt stand, was die Frequenz belegte. Währenddessen wurde N600XL auf dem Bildschirm des Lotsen weiterhin nur als Primärziel ohne Höheninformation dargestellt. Auch dieser Lotse ergriff keine Maßnahmen, insbesondere informierte er auch nicht die sich auf Gegenkurs nähernde Boeing PR-GTD.
Um 16:55:46 Uhr, also 68 Sekunden vor dem Zusammenstoß, kam der PIC nach 16 Minuten Abwesenheit ins Cockpit zurück. Der Copilot schilderte ihm die Situation, soweit er sie überblickte. Trotz seiner langen Abwesenheit unterließ es der PIC, nach seiner Rückkehr systematisch alle Fluginstrumente zu überprüfen. Damit vergab er die letzte Gelegenheit, den Transponderausfall zu bemerken.
Um 16:56:54 Uhr erfolgte ein heftiger Schlag. Die Piloten begriffen sofort, dass sie mit etwas kollidiert sein mussten. Gesehen hatten sie aber nichts.
Die Embraer N600XL war mit der in entgegengesetzter Richtung korrekt auf FL370 fliegenden Boeing PR-GTD zusammengestoßen, die sich mit 154 Personen an Bord auf einem Linienflug von Manaus (SBEG) nach Brasília (SBBR) befand.
Um 16:59:13 Uhr, knapp 2½ Minuten nach der Kollision, bemerkte der Copilot, dass der Transponder ausgeschaltet war und schaltete ihn wieder ein. Auf dem Bildschirm des Lotsen erschien die N600XL wieder als Sekundärziel mit allen Informationen.
Die Embraer N600XL verlor beim Zusammenstoß ein Winglet und Teile des Höhenleitwerks. Sie blieb aber flugfähig und konnte auf dem Militärflugplatz Campo de Provas Brigadeiro Veloso (SBCC) bei Novo Progresso im Staat Pará landen.
Der Boeing PR-GTD wurden sieben Meter des linken Flügels abgetrennt. Der dadurch entstehende asymmetrische Auftrieb konnte mit dem verbleibenden rechten Querruder nicht kompensiert werden. Das Flugzeug ging sofort in einen Spiralsturz über. Durch die sich dabei entwickelnden enormen Kräfte brach es noch in der Luft auseinander.

## Schadensersatzklage
Am 6. November 2006 haben die Familien von zehn der Opfer eine Klage auf Schadensersatz gegen ExcelAire und Honeywell eingereicht, die auf der Anschuldigung beruht, die Piloten der Legacy seien auf einer „falschen Höhe“ geflogen und dass der von Honeywell hergestellte Transponder zum Zeitpunkt der Kollision nicht funktionierte. Weitere Klagen im Namen anderer Hinterbliebenen wurden nachfolgend eingereicht; sie stützen sich auf ähnliche Beschuldigungen.
Der Anwalt der Legacy-Besatzung, der in Miami praktizierende Robert Torricella, antwortete auf die Anschuldigungen, dass die Besatzung aufgrund internationaler Bestimmungen Flugfreigaben und Anweisungen der Flugkontrolle einen vorher eingereichten Flugplan überstimmen würden und in diesem Falle

„[…] verlangte der von der Flugsicherung zum Abflugzeitpunkt freigegebene Flugplan von der Legacy auf dem gesamten Weg nach Manaus bei 37.000 Fuß zu fliegen und, da gegenteilige Anweisungen der Flugsicherung fehlten, war die Legacy verpflichtet dem freigegebenen Flugplan zu befolgen. Wenn die Untersuchungsergebnisse veröffentlicht werden, sind wir sicher, dass die ExcelAire-Piloten frei der Schuld sein werden.“

Ein Sprecher für Honeywell stellte fest, dass „Honeywell keine Kenntnis von irgendwelchen Beweisen hat, die andeuten, dass seine Transponder in der Embraer Legacy nicht ordnungsgemäß funktionierten oder dass Honeywell für den Unfall verantwortlich sei“.